# 小摺戸村
小摺戸村（こすりどむら）は、かつて富山県下新川郡にあった村。村名は村の中心となった小摺戸村からとられた。

## 沿革
- 1889年（明治22年）4月1日 - 町村制の施行により、下新川郡小摺戸村、一宿新村、若栗新村、袖沢新村、福島村、柴川原新村、赤石開、福島新村の区域の一部及び青木村の区域の一部の区域をもって、下新川郡小摺戸村が発足する。
- 1953年（昭和28年）10月1日 - 下新川郡入善町、新屋村、小摺戸村、青木村、飯野村、上原村、横山村及び椚山村が合併して、下新川郡入善町を発足する。

## 歴代村長
出典→
1. 柳沢武右衛門（1899年5月24日 - 1909年6月9日）
2. 長谷川潔（1909年6月10日 - 1934年9月12日）
3. 長谷川小屋（1935年2月7日 - 1937年9月2日）
4. 福沢彦三郎（1937年10月12日 - 1941年10月11日）
5. 福沢忠衛（1941年11月7日 - 1945年11月6日）
6. 伊林順平（1945年11月13日 - 1951年4月4日）
7. 寺林吉平（1951年4月24日 - 1953年9月30日）